# Robert Bakewell (géologue)
Pour les articles homonymes, voir Bakewell.
Ne doit pas être confondu avec Robert Bakewell.
Robert Bakewell, né le 10 mars 1767 à Nottingham et mort le 15 août 1843 à Hampstead, est un géologue britannique.

## Biographie
Professeur de géologie, il est consulté lors de l'étude sur le recul de Terrapin-Tower aux chutes du Niagara, consultation dont parle Jules Verne, en le mentionnant, dans son roman Une ville flottante (chapitre XXXVII). 
Auteur de plusieurs ouvrages de géologie, il contribue à la Rees's Cyclopædia (en) pour les articles de géologie et de minéralogie. 

## Publications
- Introduction to Geology (1813, 1815, 1833 et 1838)
- Introduction to Mineralogy (1819)
- Travels comprising Observations made during a Residence in the Tarentaise (2 vols., 1823)
- Suggestions Relative to the Philosophy of Geology, as Deduced from the Facts (1839)